# Nam Em
Nguyễn Thị Lệ Nam Em (sinh ngày 15 tháng 1 năm 1996), thường được biết đến với nghệ danh Nam Em, là một nữ người mẫu, diễn viên kiêm ca sĩ người Việt Nam. Cô nổi danh sau khi đăng quang cuộc thi Hoa khôi Đồng bằng sông Cửu Long 2015 và là người đại diện cho đất nước lọt vào tám thí sinh xuất sắc chung cuộc tại Hoa hậu Trái Đất 2016.

## Tiểu sử
Nam Em tên đầy đủ là Nguyễn Thị Lệ Nam Em, sinh ngày 15 tháng 1 năm 1996 tại tỉnh Tiền Giang, trong một gia đình có 3 anh em, một người anh trai lớn tên Nguyễn Quốc Việt (sinh 1990) và một người chị gái sinh đôi với Nam Em tên Nguyễn Thị Lệ Nam (sau này trở thành người mẫu Nam Anh). Cô từng là sinh viên của Trường Đại học Văn hóa - Nghệ thuật Quân đội tại Hà Nội. Sau khi đăng quang Hoa khôi Đồng bằng Sông Cửu Long 2015, cô chuyển sang học tại phân hiệu của trường ở Thành phố Hồ Chí Minh.
Giải thích về cái tên đặc biệt của mình, Nam Em cho biết rằng trước lúc qua đời, ông nội đã dặn dò cha mẹ Nam Em nếu sinh con trai phải đặt tên Nguyễn Quốc Việt, con gái phải đặt tên Nguyễn Thị Lệ Nam (tên của nước nhà: Việt Nam giàu mạnh). Sau đó, mẹ Nam Em sinh đôi, người chị sinh đôi tên là Nguyễn Thị Lệ Nam nên cô phải thêm chữ Em vào tên nên là Nguyễn Thị Lệ Nam Em.

## Danh sách phim
| Năm  | Tựa phim                | Vai diễn          | Đạo diễn           | Ghi chú          |
| ---- | ----------------------- | ----------------- | ------------------ | ---------------- |
| 2017 | Lô Tô                   | Thương            | Huỳnh Tuấn Anh     | Phim điện ảnh    |
| 2017 | Hồ Sơ Lửa (Mật Danh Đ9) | Lê Anh            | Võ Ngọc, Nhất Tuấn | Phim truyền hình |
| 2018 | 798 Mười                | Bích              | Dustin Nguyễn      | Phim điện ảnh    |
| 2019 | Anh Muốn Quên Em Không  | Linh An và Nam An | Trần Nam Thư       | Web drama        |
| 2020 | Chọc Tức Vợ Yêu         | Jessi Trinh       | Nhật Thanh         | Phim truyền hình |
| 2021 | Đặc Nhiệm Hốt Sao       | Khánh My          | Đỗ Đức Thịnh       | Original Series  |
| 2022 | Nhà Không Bán           | Trinh             | Hoàng Tuấn Cường   | Phim điện ảnh    |

## Chương trình truyền hình
- Tình Bolero (2016) - THVL1
- Đừng để tiền rơi (2016) - VTV3
- Sống khác (2016) - VTV6
- Chúng tôi là chiến sĩ (2016) - VTV3
- Bữa trưa vui vẻ (2016) - VTV6
- Đàn ông phải thế (2016) - HTV7
- Một trăm triệu một phút (2016) - VTV3
- Thiên đường ẩm thực (mùa 2 năm 2016) - HTV7
- Vị khách bí ẩn (2016) - VTV9
- Ơn Giời Câu Đây Rồi (mùa 3, 4) - VTV3
- Bí mật đêm chủ nhật (2017) - HTV7
- Hành trình văn hóa Việt (2017) - THVL1
- Diễn viên bá đạo (tập 4 năm 2017) - VTV9
- Điệp vụ đối đầu (tập 6 năm 2017) - HTV7
- Chuẩn cơm mẹ nấu (năm 2017) - VTV3
- Không giới hạn - Sasuke Việt Nam (mùa 3 năm 2017) - VTV3
- Thiên đường ẩm thực (mùa 3 năm 2017) - HTV7
- Kỳ tài thách đấu (năm 2017) - HTV7
- Seoul kỳ thú (2017) - HTV7
- Siêu bất ngờ (năm 2017) - HTV7
- Alo Alo (năm 2017) - Yeah1TV (VTVCab 17)
- Không gian 777 (2017) - HTV7
- Quý ông hoàn hảo (2017) - VTV3
- Bữa trưa vui vẻ (2017) - VTV6
- Trò chuyện cùng sao (2017)
- Ca sĩ bí ẩn (2017) - HTV7
- Liên hoan phim Việt Nam (2017) - VTV1
- Tâm điểm hôm nay (2018) - HTV9
- Cuộc chiến mỹ vị (năm 2018) - VTV3
- 7 Nụ cười Xuân (2018) - HTV7
- Người Bí Ẩn (2017, 2018) - HTV7
- Tuyệt đỉnh song ca - Cặp đôi vàng (2018) - THVL1
- Táo quân kỉ hợi (2019) - THVL
- Giải mã tri kỉ (2019) - THVL1
- Giác quan thứ 6 (2019) - VTV3
- Bộ 3 siêu đẳng (2019) - VTV3
- Quý ông hoàn hảo (2019) - VTV3
- Im lặng là vàng (2019) - HTV7
- Khách đến chơi nhà (2019) - VOV2
- Du ký cùng hoa hậu (tập 1 năm 2019) - HTV7
- Gia đình siêu nhộn (2019) - HTV7
- Những cô nàng năng động (Bạn đường hợp ý) (2019) - HTV7
- Sự thật thật sự (2019) - HTV7
- Con tôi vô số tội (2019) - HTV7
- Úm ba la ra chữ gì? (2019) - VTV3
- Gà đẻ trứng vàng (2020) - VTV3
- Thiếu niên nói (tập 6 năm 2020) - VTV3
- 24h thử yêu (2020) - Người kết nối (HTV7)
- Sao hay chữ (2020) - HTV7
- Gia đình thông thái (2020) - HTV7
- Gõ cửa thăm nhà (2020) - HTV7
- Đối mặt cảm xúc (2020) - HTV7
- Ca sĩ bí ẩn (tập 7 mùa 4 năm 2020) - HTV7
- Giải mã kỳ tài (2020) - HTV7
- Đầu bếp của những ngôi sao (2020) - VTVCab
- Giải mã tình yêu (2020) - HTV7
- Căn bếp vui nhộn mùa 1 (2020) - HTV7
- Vô lăng tình yêu (2020) - HTV7
- Đối mặt thời gian (2020) - HTV7
- Đi Việt Nam đi (2020) - VTV9
- Làm đẹp cùng bác sĩ (2021) - THTPCT
- Phong cách trẻ (2021) - VTV9
- Chuyện ngại nói với Xuân Lan (2021) - Youtube Xuân Lan
- Căn bếp vui nhộn mùa 2 (2021) - HTV7
- Tài tám tếu (2021) - HTV7
- Tiếp chiêu đi chờ chi (2021) - HTV7
- Vinawoman (2021) - Youtube UNI NETWORK
- Đối thủ bí ẩn (2021) - HTV7
- Hành lý tình yêu (2021) - VTV3
- Nấu vui sống khoẻ (2021) - Youtube Tập Đoàn Green+
- Thách sao nấu được (2021) - HTV7
- Festival lúa gạo (2022) - THVL2
- Quyền năng phái đẹp (2022) - THVL1
- Gõ cửa trái tim (2022) - Youtube KEVA LINK
- Thách là chơi (2022) - HTV7
- Lại đây lai rai (2022) - Youtube DIEN QUAN Entertainment / Giải Trí
- The Heroes: Idol Camp (2022) - Đài Truyền hình Việt Nam, Youtube VIVA Network

## Sản phẩm âm nhạc
- MV Tết Sang (2016)
- MV Tội Cho Cô Gái Đó (2016)
- MV Giá Như Cha Còn Trên Đời (2017)
- MV Cùng Anh Đi Xa (2018)
- Anh Có Đang Lắng Nghe (2018)
- MV Xa Anh Là Tốt Nhất (2018)
- MV Nỗi Nhớ Hóa Băng (2018)
- Phim ngắn Gọi Tên Nỗi Đau (2018)
- MV Đau Vì Yêu | OST Phim Gọi Tên Nỗi Đau (2018)
- Phim ngắn Thuộc Về Gia đình (2019)
- Anh Muốn Quên Em Không | OST Phim Anh Muốn Quên Em Không (2019)
- MV Vai Phụ | OST Phim Anh Muốn Quên Em Không (2019)
- Butterfly - Vitamin D (2020)
- Mộng Phù Du (2020)
- MV Nơi Có Anh Là Nhà (2020)
- MV Tết Sang (2021)
- Don't Let Me Down (2021)
- MV Xa Nhau Rồi Anh Nhớ Không (2021)
- Em Đâu Làm Gì Sai (2021)
- MV New Year With You (2022)
- Phượng Hoàng Lửa (2022)
- MV Muôn Kiếp Chờ Nhau | OST Phim Duyên Ma (2022)
- Không Hợp (2022)
- MV Hạnh Phúc Máu | OST Phim Hạnh Phúc Máu (2022)
- Hình Nhân Cỏ (2023)
- Bồng Bềnh Bồng Bềnh (2023)
- Tôi Có Một Giấc Mơ (2023)
- Làm Người Cô Đơn (2023)
- Yêu Được Mấy Năm (2023)

### Nhạc cover
- Tay Trái Chỉ Trăng (2021)
- Thần Thoại (2021)
- Như Mùa Tuyết Đầu Tiên (2021)
- Mashup Hold Me For Away, Cơn Mơ Băng Giá, My Destiny (2021)
- Hoa Bằng Lăng (2021)
- Đừng Hỏi Vì Sao Tôi Nhớ Người (2021)
- Dĩ Vãng Nhạt Nhoà (2021)
- Kiếp Chồng Chung (2022)
- Đơn Phương (2022)
- Đế Vương (2022)
- Không Bằng (2022)
- Mashup Past Lives / 3107-3 (2022)
- Ai Chung Tình Được Mãi (2022)
- Anh Yêu Vội Thế (2022)
- Nhạc Phật Om Mani Padme Hum (2022)
- Bài Hát Cho Nỗi Cô Đơn (2022)
- Cô Ấy Nói (2022)
- Hôm Nay Em Rất Mệt (2022)
- Chúng Ta Đã Hứa (2022)
- Như Nguyện (2022)
- Victory (2022)
- Western Sky (2022)
- Thần Chú Dược Sư Tayatha Om Bekanze Bekanze (2022)
- Năm Tháng Vội Vã (2022)
- Thương Dù Buồn Vẫn Thương (2022)
- Thương (2022)
- Pháo Hồng (2022)
- Dở Dang (2022)
- Yêu Thương Là Bão Tố (2022)
- Em Lỡ Yêu Sai Anh (2022)
- To All Of You (2023)
- Chưa Bao Giờ (2023)
- Ngày Mai Em Đi Mất (2023)
- Yêu Người Có Ước Mơ (2023)

## Thành tích
- Top 40 thí sinh tham gia vòng chung kết Hoa hậu Việt Nam 2014
- Đăng quang Hoa khôi Đồng bằng sông Cửu Long 2015[3]
  - Giải phụ: Người đẹp Tài năng
- Top 10 Hoa hậu Hoàn vũ Việt Nam 2015 [4]
- Top 5 Tình Bolero 2016
- Top 8 Hoa hậu Trái Đất 2016 [5]
  - Giải phụ: Miss Photogenic
  - Giải phụ: Huy chương bạc Miss Talent (Nhóm 1)
  - Giải phụ: Huy chương bạc Trình diễn dạ hội (Nhóm 1)
- Top 10 Hoa hậu Thế giới Việt Nam 2022
  - Giải phụ: Người đẹp được yêu thích nhất (Vòng chung kết)
  - Giải phụ: Người đẹp Truyền thông
- Á Quân the Heroes 2023

## Đời tư
Ngày 1 tháng 3 năm 2024, Nam Em bị Sở Thông tin và Truyền thông Thành phố Hồ Chí Minh xử phạt 37,5 triệu đồng vì có những buổi livestream xúc phạm danh nhân, anh hùng dân tộc và cung cấp nhiều thông tin gây hoang mang trong nhân dân. Đến ngày 9 tháng 4 năm 2024, Nam Em tiếp tục bị Sở Thông tin và Truyền thông Thành phố Hồ Chí Minh xử phạt 10 triệu đồng vì tiếp tục livestream cung cấp nhiều thông tin gây hoang mang trong nhân dân.